# Louis Naumann
Heinrich Wilhelm Louis Naumann (* 10. Juli 1845 in Seehausen; † 2. Februar 1925 in Naumburg) war ein deutscher evangelischer Pfarrer und Historiker.

## Leben
Louis Naumann wurde als Sohn des Apothekers Louis Naumann in Seehausen geboren. Nach dem Gymnasium studierte er Theologie in Halle (Saale). 1871 wurde er Pfarrer in Schnellroda. 1882 wurde er als Oberpfarrer nach Eckartsberga berufen. Dort wurde er 1884 Superintendent. 1910 trat er krankheitsbedingt von seinem Amt zurück und übersiedelte nach Naumburg, wo er bis zu seinem Lebensende wirkte. Er wurde am 6. Februar 1925 auf dem Eckartsbergaer Waldfriedhof beerdigt.

## Wirken
Naumann erforschte wissenschaftlich die Geschichte der Region auf der Finne, um Eckartsberga und Naumburg. Seine Literatur ist noch heute regionalwissenschaftlich von Bedeutung.

## Werke
- Zur Geschichte der Parochie Schnellroda-Albersroda. 1881.
- Gott allein die Ehre!: 5 Erntedankfest-Predigten. 1881.
- Was ist aus dem einstigen Grundbesitz des Schlosses Eckartsberga geworden. 1883.
- Beiträge zur Lokalgeschichte des Kreises Eckartsberga, Hefte 1–4. 1884.
- Zur Geschichte der Ephorie Eckartsberga. Eckartshaus-Verlag, 1884.
- Zur Geschichte der Cistercienser-Nonnenklöster Hesler und Marienthal: ein Beitrag zur Geschichte des Kreises Eckartsberga. Band 3 von Beiträge zur Lokalgeschichte des Kreises Eckartsberga, 1885.
- Das Schloss Eckardsberga Eckardsburg. 1886, 1891, 1902.
- Skizzen und Bilder für den Geschichtsunterricht der Volksschule (Heft 1). Stollberg, Merseburg 1893. (Digitalisat)
- Eckartsberga in der ersten Hälfte des 19. Jahrhunderts: Zwei Vorträge gehalten im Bürgerverein. 1895.
- Ein verhängnisvoller Schuss: Eine Episode aus der Geschichte der Stadt Eckartsberga. 1895.
- Kalender für Ortsgeschichte und Heimatkunde im Kreise Eckartsberga, erschienen seit 1896 im Verlag Schneider in Kölleda
- Die Missionierung und Pastorierung der Finne. 1897.
- Lokalgeschichte im Dienste kirchlicher Vereinsfeste. 1897.
- Lose Blätter zu einer Heimatkunde der Stadt und des Kreises Eckartsberga. 1901.
- Die Ruinen des Schlosses Eckartsberge und seine einstige Bedeutung als Festung. 1902.
- Skizzen und Bilder zu einer Heimatkunde des Kreises Eckartsberga. Eckartshaus-Verlag, 1904.
- Heimatkundliches Vademecum für die Lehrer der Ephorie Eckartsberga. 1908.
- Das Archidiakonat Bibra – eine Legende: ein Beitrag zur Geschichte der kirchlichen Einteilung Thüringens im Mittelalter. 1910.
- Die Bedeutung der Frankenherrschaft für die Erschließung der Finne. 1911.
- Die Pfortaschen Amtsdörfer und der dreißigjährige Krieg. 1912.
- Zur Gründungsgeschichte der Stadt Naumburg. 1913, 1937.
- Dorf und Flur Flemmingen. 1914.
- Die Visitation der Ämter Dornburg und Camburg und der Comthurei Zwätzen im Jahre 1540. 1914.
- Zur Entwicklungsgeschichte Naumburgs. 1914.
- Die flämischen Siedlungen in der Provinz Sachsen. In: Historische Kommission für die Provinz Sachsen und das Herzogtum Anhalt (Hrsg.): Neujahrsblätter. Nr. 40. Otto Hendel, Halle a. S. 1916, urn:nbn:de:bsz:14-db-id18961017201.
- Die Flurkarte im Dienste der Ortsgeschichte. 1919.
- Allerlei Kleinigkeiten aus meiner lokalgeschichtlichen Sammelmappe für Naumburg und Umgegend. 1920.
- Die Dörfer Zäckwar und Spielberg nebst ihren Fluren um die Mitte des 18. Jh. 1921.
- Was ist aus den Gütern des Klosters Reinsdorf geworden? 1921.
- Schnellrode-Albersrode: Aus der Ortsgeschichte. 1922.
- Roßbach a. d. Saale im Lichte der Pfortenurkunden. 1923.
- Bausteine einer Geschichte der Parochie Eckartsberga. Naumburger Tageblatt, Heimatbeilage, 1924.
- Wald und Gewässer im Gebiete zwischen Saale und Elster an der Hand der Flurnamen: Material zu einem Landschaftsbilde früherer Zeiten. 1924.
- Umschau unter den Flurnamen östlich der Saale. 1925.
- Geschichte des Kreises Eckartsberga, Eckartsberga in Thüringen. Eckartshaus-Verlag, 1927.
- Aus der Geschichte des Naumburger Bistums. 1929.
- Die Dörfer und Fluren Rehehausen, Poppel, Benndorf um die Mitte des 18. Jahrhunderts: 2 Aufsätze aus dem Nachlasse von 1929.
- Die ältesten Kirchenbücher Naumburgs im Dienste der Stadtgeschichte. 1935.
- Was uns die Pfortenurkunden über Altenburg Almrich erzählen. 1935.
- Die Wüstungen des Stadtkreises Naumburg und des gleichnamigen Landkreises östlich der Saale. 1936.
- Weihenamen der Kirchen und Kapellen im Bistum Zeitz-Naumburg, Ein Beitrag zur Patrocinien-Forschung. 1936.
- Mertendorf und Punkewitz: Aus Erbzinsregistern des Domkapitels; Heuneburg, drei Aufsätze. 1937.